# (6226) Paulwarren
(6226) Paulwarren est un astéroïde de la ceinture principale.

## Description
(6226) Paulwarren est un astéroïde de la ceinture principale. Il fut découvert le 2 mars 1981 à Siding Spring par Schelte J. Bus. Il présente une orbite caractérisée par un demi-grand axe de 2,21 UA, une excentricité de 0,13 et une inclinaison de 2,2° par rapport à l'écliptique.

## Compléments